# 上河原 (津山市)
上河原（かみがわら）は岡山県津山市にある地名。郵便番号は708-0002。

## 地理
旧・西苫田村の北東端に位置する。なお、津山市内に中河原、下河原は存在しない。

## 歴史

### 沿革
- 1889年6月1日 - 町村制施行に伴い、西北条郡上河原村が同郡小田中村、小原村、総社村、山北村と合併し、西苫田村となる。上河原村は大字上河原となる。
- 1900年4月1日 - 西北条郡が西西条郡、東南条郡、東北条郡と合併し、苫田郡となる。
- 1929年2月11日 - 津山町が周辺の町村と合併し、市制施行し、津山市となる。
- 1968年 - 上河原、山北の各一部から北園町が誕生。

## 世帯数と人口
2021年（令和3年）1月1日現在の世帯数と人口は以下の通りである。
| 町丁   | 世帯数  | 人口    |
| ------ | ------- | ------- |
| 上河原 | 865世帯 | 1,853人 |

## 小・中学校の学区
市立小・中学校に通う場合、学区は以下の通りとなる。
| 番地 | 小学校             | 中学校             |
| ---- | ------------------ | ------------------ |
| 全域 | 津山市立弥生小学校 | 津山市立北陵中学校 |

## 交通

### 道路
- 岡山県道452号小原船頭線

## 施設
- マルイノースランド店
- ザグザグノースランド店
- KFC津山ノースランド店
- 勝田交通
- 上河原簡易郵便局
- スズキアリーナ津山中央津山北店